# Virginia Hallová
Virginia Hallová, MBE (krycí jméno Diane) byla agentkou britské Special Operations Executive (SOE) a americké Office of Strategic Services (OSS, předchůdce CIA) v období druhé světové války.

## Mládí a práce pro ministerstvo zahraničí USA
Narodila se v americkém Baltimore 6. dubna 1906. Jejím otcem byl bankéř a majitel kin Edwin Lee Hall a matkou jeho sekretářka Barbara Virginia Hammelová. Studovala na exkluzivní baltimorské škole Royal Park Country Day School, dále na Radcliffe College a Bernard College. Byla editorkou univerzitních novin a předsedkyní třídy. Později studovala v Evropě, konkrétně v Paříži, Vídni, Štrasburku, Grenoble a Toulouse, kde se výborně naučila německy, italsky a francouzsky. Ve studiu francouzštiny pokračovala i po návratu do USA v roce 1929. V červenci 1931 nastoupila jako úřednice amerického velvyslanectví ve Varšavě, dále sloužila v Tallinu, Vídni a tureckém İzmiru, kde při nehodě na lovu přišla o podkolenní část levé nohy. Od té doby nosila dřevěnou protézu a silně kulhala, což jí v tehdejším ovzduší limitovalo v další kariéře pod křídly ministerstva zahraničí. Hallová rezignovala v květnu 1939.

## Práce pro SOE
Začátek války jí zastihl v Paříži, kde nastoupila jako pomocná síla k francouzské ambulantní službě. Po pádu Francie se přes Španělsko dostala do Anglie, kde zpočátku pracovala jako kódová pracovnice vojenského atašé na velvyslanectví USA. V té době jí naverbovala a vycvičila britská SOE. Pod krytím novinářky, spolupracující s New York Post, založila v srpnu 1941 odbojovou síť ve vichistické Francii. USA byly v té době ještě neutrální zemí. Informovala o životních poměrech a útlaku Židů, navázala kontakt s pařížským odbojem, rekrutovala místní obyvatele, spoluorganizovala shozy materiálu a pomáhala při návratu válečných zajatců a sestřelených letců. Po vstupu USA do války musela jednat ještě skrytěji, přesto ve vichistické Francii úspěšně pracovala ještě dalších čtrnáct měsíců. Ukončení mise způsobilo spojenecké vylodění v severní Africe a příchod Němců. Přes Pyreneje přešla opět do Španělska, kde byla zatčena a uvězněna. Díky dopisu poslaném na americký konzulát po propouštěné spoluvězenkyni byla rovněž propuštěna. Během následujícího krátkého pobytu ve Španělsku vyhledávala bezpečné úkryty pro agenty SOE. Po čtyřech měsících požádala o návrat do Francie.

## Práce pro OSS
V listopadu 1943 se Hallová vrátila do Anglie a přihlásila se do kurzu pro bezdrátové operátory. V té době se rozhodla přejít k americké OSS, kde dostala hodnost nadporučíka. Za pomoci malé lodě, protože díky chybějící noze nemohla skákat padákem, se vrátila do Francie a navázala staré kontakty z dob práce v SOE. Její podoba, stejně jako její zdravotní handicap, byla gestapu známa ze skic dodaných dvojitými agenty. Hallová se ale pohybovala po venkově jako schýlená prostá žena a kromě soustřeďování informací, jejich vysílání, organizování shozů pro odboj a sestavování nových gerilových jednotek pracovala jako kuchařka, pasačka dobytka apod. Pro odboj byla známa jako Kulhající dáma. V závěru své mise prakticky velela malé odbojové armádě, která napadala ustupující Němce, prováděla destrukční a zpravodajskou činnost. Nakonec jí u švýcarských hranic převzala 1. armáda Svobodné Francie.
Poslední mise Virginie Hallové měla proběhnout v oblasti Innsbrucku, kde se předpokládal odpor zbytků německých jednotek, ale díky rychlejšímu průběhu událostí byla mise zrušena.

## Práce pro CIA
Po skončení války pracovala Hallová dále ve zpravodajství v Evropě. Do USA se vrátila v roce 1948, v roce 1950 se vdala za Paula Gastona Goillota, amerického Francouze, se kterým pracovala na území obsazené Francie. V prosinci 1951 začala její práce pro CIA coby zpravodajského důstojníka a kariérně postupovala. Její odpovědností byly země západní Evropy a příprava odbojových a sabotážních akcí pro případ obsazení prostoru Sovětským svazem. Díky nespecifikovanému sporu s nadřízeným strávila posledních devět let své kariéry kancelářskou prací, byť dobře honorovanou. Do důchodu odešla v roce 1966. Dalších šestnáct let žila na farmě v Marylandu. Zemřela v roce 1982.